# مختار علی
مختار علی (انگلیسی: Mukhtar Ali؛ زادهٔ ۳۰ اکتبر ۱۹۹۷) بازیکن فوتبال اهل عربستان سعودی است.
وی همچنین در تیم ملی فوتبال عربستان سعودی بازی کرده‌است.